# Melodije morja in sonca 1996
XIX. Melodije morja in sonca (Portorož '96) so potekale 19. (otroški in najstniški MMS ter nova scena) in 20. julija 1996 (osrednji večer) v Avditoriju Portorož. Organizacijo je prevzela Agencija Plahutnik in festival je bil prvič razdeljen na štiri kategorije:
- osrednji večer popevk, ki je dal glavnega zmagovalca festivala,
- nova scena (neuveljavljeni in manj uveljavljeni izvajalci nad 17 let),[1]
- otroški MMS (otroci, stari do 12 let) in
- najstniški MMS (13–17 let).

Glavna zmagovalka festivala je bila Anika Horvat s pesmijo Lahko noč, Piran. Zmagovalci nove scene so bili Kingston s pesmijo Ko bo padal dež.

## Popevke
Skladbe za osrednji večer je izbrala žirija v sestavi Džuro Penzeš, Patrik Greblo, Majda Santin, Dečo Žgur, Slavko Avsenik ml., Boris Rošker, Jadran Ogrin, Maja Dacar in Pavle Plahutnik.
Voditelja sobotnega večera sta bila Miša Molk in Sandro Damiani. Kot gostje so nastopili zmagovalci nove scene Kingston, plesna skupina NC Dance Factory, ki je pripravila plesni točki na dva venčka zmagovalnih skladb s preteklih festivalov, Baletto N.1 iz oddaje Pippa Bauda in Josipa Lisac.
| #   | Izvajalec                          | Naslov pesmi             | Avtor glasbe                | Avtor besedila              | Avtor aranžmaja    |
| --- | ---------------------------------- | ------------------------ | --------------------------- | --------------------------- | ------------------ |
| 1.  | Malibu                             | Borovci v vetru          | Andrej Baša                 | Tomo Jurak                  | Andrej Baša        |
| 2.  | Janez Bončina - Benč               | Joža iz Portoroža        | Janez Bončina               | Janez Bončina               | Gregor Forjanič    |
| 3.  | Oto Pestner in Nataša Mihelič      | Obala želja              | Oto Pestner                 | Dare Hering                 | Oto Pestner        |
| 4.  | Avtomobili                         | Kam si namenjena         | Mirko Vuksanovič            | Marko Vuksanovič            | M. Vuksanovič      |
| 5.  | Anika                              | Lahko noč, Piran         | Marino Legovič              | Drago Mislej                | Marino Legovič     |
| 6.  | Roberto (Buljevič)                 | Poletje odhaja           | Marjan Ogrin                | Marjan Ogrin                | Marjan Ogrin       |
| 7.  | Halo                               | Anita ni nikoli          | Danilo Kocjančič            | Drago Mislej                | Halo               |
| 8.  | Aleksander Mežek                   | Srebrni prah             | Aleksander Mežek            | Aleksander Mežek            | Aleksander Mežek   |
| 9.  | Irena Vrčkovnik                    | Bil si ti                | Božidar A. Kolerič          | Božidar A. Kolerič          | Božidar A. Kolerič |
| 10. | Faraoni                            | Sem takšen (ker sem živ) | Ferdinand Maraž             | Ferdinand Maraž             | Ferdinand Maraž    |
| 11. | Big Ben                            | Ranjeno srce             | Gianni Rijavec              | Gianni Rijavec              | Gianni Rijavec     |
| 12. | Jan Plestenjak (in zbor Pinocchio) | Kot otrok                | Jan Plestenjak              | Jan Plestenjak              | Jan Plestenjak     |
| 13. | Majda Arh                          | Tvoja                    | Majda Arh                   | Majda Arh                   | Bor Zuljan         |
| 14. | Agropop                            | Zaplešimo po mizah       | Aleš Klinar                 | Aleš Klinar                 | Aleš Klinar        |
| 15. | Miran Rudan                        | Ljubezen si              | Miran Rudan                 | D. Levski, Miran Rudan      | Marijan Mlakar     |
| 16. | Panda                              | Morje in ...             | Andrej Pompe, Suzana Jeklic | Andrej Pompe, Suzana Jeklic | Andrej Pompe       |
| 17. | Edvin Fliser                       | Vse moje misli           | Edvin Fliser                | Slavko Ozvatič              | Edvin Fliser       |
| 18. | Casino                             | Morje ne ve              | Tomaž Kozlevčar             | Franci Toth                 | Tomaž Kozlevčar    |

### Nagrajenci
Nagrade občinstva so prejeli:
- 1. nagrada: Lahko noč, Piran (Legovič/Mislej) – Anika Horvat
- 2. nagrada: Zaplešimo po mizah (Klinar) – Agropop
- 3. nagrada: Obala želja (Pestner/Hering) – Oto Pestner in Nataša Mihelič

Nagrade žirije so prejeli:
- za interpretacijo: Faraoni (Sem takšen (ker sem živ))
- za priredbo: Grega Forjanič za Joža iz Portoroža (Benč)
- za besedilo: Drago Mislej - Mef za Lahko noč, Piran (Anika Horvat)

## Nova scena
Novo sceno sta povezovala Lorella Flego in Stojan Auer. Zmaga je šla v roke skupine Kingston, ki so poleg nagrade občinstva prejeli tudi nagrado žirije za najboljši scenski nastop.
| #   | Izvajalec               | Naslov pesmi                | Avtor glasbe             | Avtor besedila                            | Avtor aranžmaja           |
| --- | ----------------------- | --------------------------- | ------------------------ | ----------------------------------------- | ------------------------- |
| 1.  | Ivan Čujec              | Nočem te pozabiti           | Ivan Čujec               | Robert Fojkar                             | L. Klemenc                |
| 2.  | Remi Band               | Začarani svet               | Damijan Simčič           | M. Štrukelj                               | M. Vuksanovič             |
| 3.  | Smrkci                  | Sončen dan                  | Stane Vrbek - Sten       | Stane Vrbek - Sten, T. Vobovnik, A. Spruk | T. Vobovnik, A. Spruk     |
| 4.  | Kingston                | Ko bo padal dež             | Dare Kaurič, Zvone Tomac | Dare Kaurič                               | Zvone Tomac, Tomaž Borsan |
| 5.  | Gimme 5                 | Mesto rož                   | Boštjan Grabnar          | Roman Jug                                 | Boštjan Grabnar           |
| 6.  | Miha Alujevič           | Ko razcvetijo se mandljevci | Patrik Greblo            | Milan Dekleva                             | Patrik Greblo             |
| 7.  | Selekcija               | Poletni dotik               | Blaž Jurjevčič           | Dušan Bižal                               | Blaž Jurjevčič            |
| 8.  | Best Company            | Večna melodija              | V. Petrovčič             | B. Petrovčič                              | V. Petrovčič              |
| 9.  | Patrol                  | Dolgo poletje               | F. Lindič, Igor Lumpert  | F. Lindič                                 | Tomaž Borsan              |
| 10. | Damiano Roi             | Povabi me                   | Danilo Kocjančič         | Damiano Roi                               | Marino Legovič            |
| 11. | Relax                   | Ostani še nocoj             | Miloš Petelin            | Miloš Petelin                             | Miloš Petelin             |
| 12. | Nina (Bras) & Skupina X | Pogrešam nekoga             | J. Kastelic - Kaz        | N. Bras                                   | J. Kastelic - Kaz         |

## Otroški in najstniški MMS
Zmagovalec najstniškega MMS-a je bil Sašo Balant s skladbo Pesem je v mojem srcu, zmagovalka otroškega MMS-a pa Anina Trobec s skladbo Jumbo. Najstniški program sta vodila Hajdi Korošec in Jure Dacar.
Otroci do 12 let
| #  | Izvajalec                   | Naslov pesmi      | Avtor glasbe  | Avtor besedila  | Avtor aranžmaja                  |
| -- | --------------------------- | ----------------- | ------------- | --------------- | -------------------------------- |
| 1. | Benjamin Kovačič            | Pravljična dežela | B. Jurca      | B. Jurca        | B. Jurca                         |
| 2. | Sanja in Jasmina Rabrenovič | Na rolerjih       | Janez Hvale   | Janez Hvale     | Blaž Maselj                      |
| 3. | Tibor Vučkovič              | Ti si really cool | M. Vučkovič   | O. Marksel      | M. Vučkovič                      |
| 4. | Anina Trobec                | Jumbo             | K. Tičar      | K. Tičar        | K. Tičar, D. Došlo, N. De Gleria |
| 5. | Tjaša Grah                  | Vonj ljubezni     | B. Čufer      | F. Ankerst      | J. Burnik                        |
| 6. | Ylenia Zobec                | Poletje           | Enzo Hrovatin | Nelfi Depangher | Enzo Hrovatin                    |

Otroci nad 12 let
| #  | Izvajalec      | Naslov pesmi          | Avtor glasbe                   | Avtor besedila | Avtor aranžmaja                |
| -- | -------------- | --------------------- | ------------------------------ | -------------- | ------------------------------ |
| 1. | Urban Mlinar   | Naše mame             | M. Lesjak, V. Jemeršič, S. Duh | D. Mlinar      | M. Lesjak, V. Jemeršič, S. Duh |
| 2. | Klavdija Kerin | Valeta                | Edvin Fliser                   | B. Kobe        | Aljaž Šimek                    |
| 3. | Kristi         | Poletje               | Tomaž Stradovnik               | D. Vrhovnik    | Tomaž Stradovnik               |
| 4. | Darja Umek     | En sam dan            | Tomaž Kozlevčar                | Dare Hering    | Tomaž Kozlevčar                |
| 5. | Monika Tratnik | Pesem o sreči         | Viki                           | Viki           | Dušan Zore                     |
| 6. | Gaad Band      | Katastrofa            | I. Korošec                     | I. Korošec     | I. Korošec                     |
| 7. | Maksim Vergan  | Mati                  | Aleš Lavrič                    | Drago Mislej   | J. Burnik                      |
| 8. | Sašo Balant    | Pesem je v mojem srcu | Tomaž Kozlevčar                | B. Kobe        | Tomaž Kozlevčar                |